# سیلویو فاونر
سیلویو فاونر (ایتالیایی: Silvio Fauner؛ زادهٔ ۱ نوامبر ۱۹۶۸) اسکی‌باز صحرانوردی اهل ایتالیا بود.
وی همچنین برندهٔ جوایزی همچون نشان شایستگی از جمهوری ایتالیا شده‌است.